# Souve
Souve è uno dei nove comuni del dipartimento di M'Bout, situato nella regione di Gorgol in Mauritania. Contava 6.622 abitanti nel censimento della popolazione del 2000.